# Democrazia cosmopolita
Democrazia cosmopolita, in politologia, descrive un modello teorico di democrazia nelle relazioni internazionali. Più specificamente, si tratta di un progetto di teoria politica normativa, teso ad applicare alcuni dei principi, valori e procedure della democrazia (come venuta a consolidarsi negli ultimi secoli in numerosi Stati territoriali Occidentali e non) alla politica globale. 

## Organizzazione
Essa fa riferimento a un modello di organizzazione politica in cui gli individui, a prescindere dalla loro provenienza geografica, possono godere di alcuni strumenti per prendere parte alla gestione degli affari pubblici globali, in aggiunta alla e (per alcuni versi) indipendentemente dalla politica locale. Nonostante il termine abbia origine nella cultura greca (cosmos = universo, polis = città, demos = popolo, cratos = violenza o potere), gli ideali cosmopolitici furono re-introdotti nella cultura politica da Immanuel Kant e Hans Kelsen. 
Per l'autore di La pace perpetua, lo stato di guerra non transita naturalmente in uno stato di pace, ma transita in uno stato di assenza di guerra.
Per Kant la pace è concepita come la condizione storica in cui la guerra come la conosciamo sia impossibile perché ogni singolo Stato ha riconosciuto sopra di sé una autorità superiore a cui delega la risoluzione delle controversie e nello stesso tempo rinuncia ad usare la forza per la loro soluzione. Kant spiegò che era possibile costruire una realtà internazionale in cui si concretizzasse quello che era avvenuto nello Stato di diritto. Ogni cittadino attraverso il sistema democratico, può partecipare alla formazione della volontà politica sino al livello della Autorità sovraordinata. I singoli Stati non sono distrutti o assorbiti come in un impero, ma godono di diritti costituzionalmente garantiti che ne preservano l'individualità e li fanno partecipare alla formazione della volontà ultima della autorità sopraordinata. Pace quindi è la condizione oggettiva in cui tutto questo avviene, in cui non è più necessario usare la forza e farsi le ragioni da sé. Questa nuova soggettività internazionale fu definita dopo Kant come Stato federale. In esso si raggiungono due risultati:
- gli Stati diventano membri di una realtà statale più ampia senza la perdita di tutta la loro sovranità questa ultima essendo ripartita con la Federazione si definisce come residua rispetto al mandato costituzionale della Federazione;
- Una Corte federale regola i rapporti fra le leggi federali fatte dagli organismi costituzionali della federazione e i singoli Stati membri, regola anche i conflitti fra gli Stati membri e fra questo ultimi e la stessa federazione.

I popoli questi stati federati, durante il processo politico, si trasformano nel popolo dello Stato federale. In esso le condizioni di uniformità e di diversità sono regolate dal diritto federale e le sue applicazioni nei singoli Stati.
Negli scorsi decenni, David Held e Daniele Archibugi, nel testo Cosmopolitan Democracy. An Agenda for a New World Order (1995), hanno rilanciato questa nozione e dato vita al dibattito contemporaneo circa il cosmopolitismo. Attualmente, un gran numero di studiosi si definiscono difensori della democrazia cosmopolitica e molti tra gli attivisti della società civile e i movimenti per la pace promuovono e cercano di diffondere questi ideali.
I progetti di democrazia cosmopolitica non intendono sostituire la politica statale con una politica mondiale, bensì concentrare la forza di coazione in una singola fonte e rilegare questa a precise regole costituzionali globali.
Essa presenta alcune assonanze con le moderne teorie della pace. In particolare, la democrazia cosmopolitica potrebbe essere intesa come un tentativo di raffinare e applicare all'attuale panorama politico alcune delle intuizioni del pacifismo istituzionale. La pace può ottenersi mediante il rafforzamento delle norme internazionali, accordi e forme di organizzazione. Molti progetti di pace, compresi quelli di Émeric Crucé, William Penn, l'Abbé di Saint-Pierre, Jeremy Bentham, Immanuel Kant, e Henri de Saint-Simon, prefiguravano organizzazioni internazionali con la funzione di risolvere i conflitti con strumenti pacifici piuttosto che attraverso la guerra. Questa eredità teorica ebbe un ruolo cruciale nella creazione delle organizzazioni internazionali, comprese la Lega delle Nazioni, l'Organizzazione delle Nazioni Unite e l'Unione europea.
Ciononostante, la democrazia cosmopolitica è assai differente dal pacifismo istituzionale, giacché le attuali condizioni storiche pretendono un ruolo più incisivo delle organizzazioni internazionali. La democrazia (a prescindere ora dalla differente strutturazione dei sistemi democratici e dal loro valutabile grado di democraticità) è divenuta il sistema di organizzazione politica più diffuso. A seguito della caduta del muro di Berlino, i regimi democratici si sono diffusi nell'Est e nel Sud del mondo, per la prima volta nella storia mondiale, governi eletti amministrano la maggioranza della popolazione mondiale. Sebbene, come si diceva, non tutti i regimi democratici rispettino allo stesso modo i diritti fondamentali degli esseri umani, si intensifica la pressione popolare per ottenere governi rappresentativi e che rispettino alcune regole di base.
A dispetto di ciò, la raison d'état continua a dominare la politica globale. Gli aspetti concernenti la guerra e la sicurezza sono ancora nelle mani dei governi nazionali, che, come nel passato, possono prendere decisioni in sostanziale autonomia. Così, la globalizzazione esercita effetti sull'industria, sulla finanza, sui media, sulla moda, ma non ancora sulle istituzioni del sistema politico internazionale. Dinanzi a simile paradosso, la democrazia cosmopolitica si profila come tentativo di integrare la “globalizzazione della democrazia” con la “democratizzazione della globalizzazione”. Quest'ultima si propone non solo di porre limiti agli effetti indesiderati della globalizzazione, utilizzando gli strumenti tradizionali della politica territorial-statale (come, ad esempio, il controllo dei flussi di capitale o la politica del lavoro), ma al contempo di creare forme di controllo democratico a nuovi livelli decisionali (come le negoziazioni e gli accordi sui flussi transnazionali di capitale e di lavoro), con il coinvolgimento attivo sia dei governi sia delle associazioni non-governative.

## Fondamenti teorici
La democrazia cosmopolitica si fonda su due assunti. 
Il primo è la constatazione empirica che, mentre gli Stati sono sovrani in virtù di principi giuridici, essi non possono pretendere di essere davvero autonomi. Infatti, le minacce naturali, le malattie da contagio, il commercio, il terrorismo e l'immigrazione rendono assai precaria qualsiasi autonomia. Ogni comunità politica deve badare a fenomeni che prendono corpo al di fuori della propria giurisdizione e sui quali non è possibile avere un controllo diretto. In queste circostanze, si fa sempre più complesso il tentativo di preservare i momenti decisionali interni alla politica statale. Per preservare il principio democratico fondamentale dell'eguale coinvolgimento di tutti quanti sono interessati dalle conseguenze di una decisione, i confini della comunità politica debbono esser ripensati. Questo, a sua volta, implica una riconsiderazione di alcuni principi di base della pratica e dell'organizzazione delle democrazie. Dopo tutto, la democrazia sinora s'è sempre sviluppata entro confini territoriali delimitati. In questa situazione, l'individuo appartiene alla comunità A o alla comunità B, ma non a entrambe, e pertanto può prender parte al processo decisionale di A o di B, ma non di entrambe. La democrazia cosmopolitica quindi si profila quale tentativo di ripensare i confini delle comunità politiche così da rendere queste inclusive verso l'“altro”. Chi sono questi “altri”? Possono essere stranieri, immigrati, rifugiati che vivono o cercano di vivere in una comunità politica stabile, oppure cittadini che vivono nella comunità B ma sono direttamente coinvolti da fatti che avvengono o decisioni che si prendono nella comunità A.
Il secondo assunto che soggiace all'idea di una democrazia cosmopolitica è che la politica estera degli stati democratici non si rivela più virtuosa di quella degli stati non-democratici. Anche gli stati più democratici possono talora essere aggressivi, egoisti e pronti a difendere i loro interessi vitali con qualsiasi mezzo. La storia fornisce una vasta serie di esempi di aggressioni militari messe in atto da governi sia dispotici che democratici.
La tesi in base alla quale “le democrazie non si fanno guerra tra loro” (la cosiddetta “pace democratica”) è largamente dibattuta nell'ambito delle relazioni internazionali. Secondo detta teoria, sebbene anche le democrazie siano spesso pronte a far guerra, in tutta la storia non v'è mai stata una guerra tra Stati effettivamente democratici: nei casi più controversi tra gli studiosi di storia, le sedicenti "democrazie" non rispettavano il metodo democratico al proprio interno, o entravano in guerra subito dopo un colpo di Stato. Le ragioni per cui tra democrazie non c'è mai guerra sono numerose, tra le più importanti: la completa libertà individuale di comunicare con chiunque, l'evidente interesse nazionale a evitare ogni guerra, e la conseguente marginalizzazione di ogni gruppo favorevole a una guerra tra la propria e un'altrui democrazia. Non tutti sottoscrivono questa analisi, e il rischio è che essa possa servire da copertura per tentativi neo-colonialisti di imporre la democrazia, perciò alcuni sostenitori della teoria della via democratica alla pace intendono estendere universalmente la democratizzazione delle dittature (che dominano in oltre mezzo mondo) per mezzo di un'ampia varietà di mezzi rigorosamente pacifici e non-militari (lo sviluppo necessita della continua espansione dei mercati importatori più ricchi ed avanzati, la quale necessita dell'espansione delle aree di rispetto dei diritti umani e di democrazia, il che significa che la democratizzazione in ogni Paese è un interesse quasi generale ed è comunque inevitabile). La corruzione delle classi dirigenti dei Paesi democratici da parte delle più potenti dittature emergenti può invertire importanti processi di democratizzazione sia nazionali, sia globali. I sostenitori della democrazia cosmopolitica credono invece che l'aumento del numero dei paesi democratici e l'incremento della qualità delle procedure democratiche non può passar attraverso meri strumenti di democrazia territoriale, nell'ambito dei singoli Stati. In aggiunta al fatto che l'esportazione della democrazia è in contraddizione con la natura stessa dei processi democratici, basati su meccanismi endogeni “dal basso”. In ragione di ciò, la democrazia cosmopolitica avanza l'ipotesi secondo cui un sistema internazionale basato sulla cooperazione sul dialogo, da una parte, rappresenta una condizione fondamentale per la promozione di processi democratici all'interno dei singoli Stati, dall'altra, consente a quanti vivono in condizione di dispotismo di mutare con strumenti interni il proprio status politico.